# Bosrankzweepdraadzwam
De bosrankzweepdraadzwam (Broomella vitalbae) is een schimmel behorend tot de familie Bartaliniaceae. Hij leeft saprobisch op stengels van bosrank (Clematis vitalba).

## Kenmerken
De sporen zijn 3-septaat, met geelbruine centrale cellen, hyaliene eindcellen, bij elk einde 6-7 µm lange seta en meten 22-34x5-7 µm.

## Verspreiding
In Nederland komt komt de bosrankzweepdraadzwam zeer zeldzaam voor.